# Antonio de Pereda

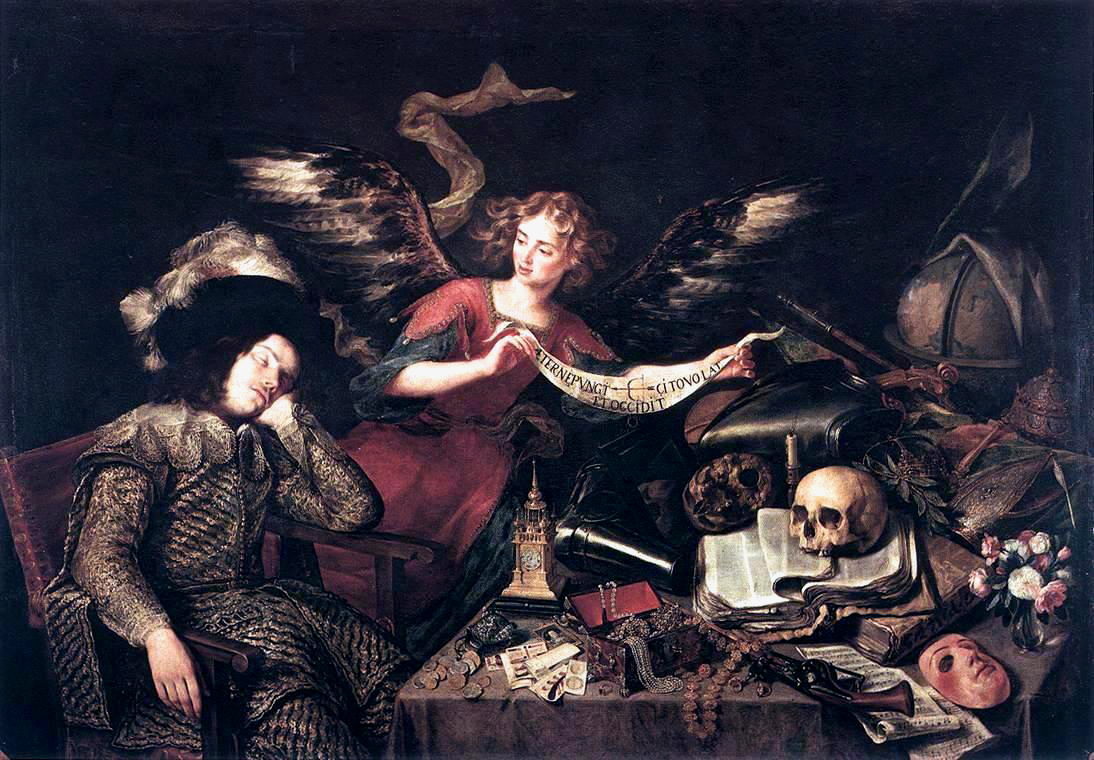
Riddarens dröm.

Antonio de Pereda, född 1611 i Valladolid, död 1678 i Madrid, var en spansk barockmålare.
Pereda målade historie- och andaktstavlor samt allegorier och stilleben. Hans senare målningar, efter 1650, anses mer kalla och konstlade än hans tidigare verk. Bland Antonio de Peredas verk märks Genuas undsättning (1634, på Pradomuseet), Den helige Wilhelm i bön (1651, på San Fernandoakademin i Madrid) samt Kristi begråtande (Marseilles museum).